# Uwe Post

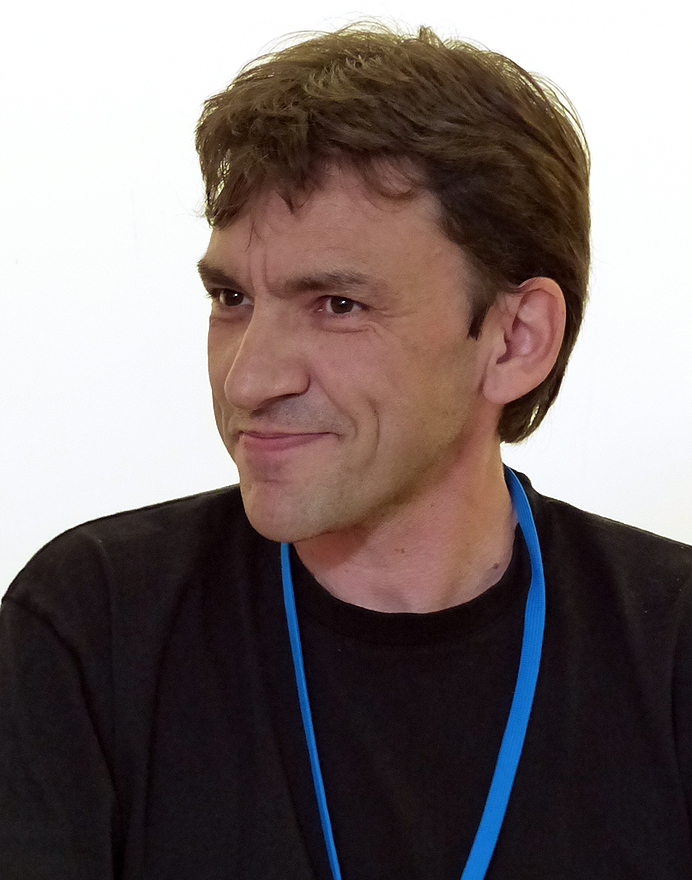
Uwe Post, 2017

Uwe Post (* 15. Juni 1968 in Gevelsberg) ist ein deutscher Science-Fiction-Schriftsteller und Sachbuchautor.

## Leben
Uwe Post studierte zunächst Physik und Astronomie. Nach Abschluss seines Studiums arbeitete er als Redakteur bei der Computerzeitschrift c’t in Hannover. In diese Zeit fallen seine ersten Veröffentlichungen von Science-Fiction-Erzählungen (Explosion einer Espresso-Maschine in c’t 1/99). In der Folge erschienen mehrere Erzählungen in Anthologien des Wurdack-Verlags sowie in Nova und Exodus. Heute arbeitet Uwe Post als Software-Entwickler in Wetter (Ruhr). Post war von 2010 bis 2023 mit der Science-Fiction- und Fantasyautorin Nadine Boos verheiratet und hat zwei Kinder.
Seine Kurzgeschichte eDead.com wurde mit dem William-Voltz-Award 2006 ausgezeichnet und für den Kurd-Laßwitz-Preis 2008 nominiert. Noware, erschienen in Nova 13, erreichte beim Deutschen Science Fiction Preis 2009 den zweiten Rang. Ebenfalls 2009 erschien Posts Roman Symbiose und wurde für beide Preise nominiert. 2010 veröffentlichte er den satirischen SF-Detektivroman Walpar Tonnraffir und der Zeigefinger Gottes, der 2011 mit dem Kurd-Laßwitz-Preis  und dem Deutschen Science Fiction Preis ausgezeichnet wurde.
Seit Oktober 2015 war er Chefredakteur der Serie BiomAlpha, die von einem Autorenteam nach dem Vorbild moderner Fernsehserien in bis zu vier Handlungssträngen gleichzeitig geschrieben wurde. Außer Serienerfinder Post wirkten Frederic Brake, Frank Lauenroth, Uwe Hermann, Niklas Peinecke, Merlin Thomas und Christian Weis mit.
Uwe Post ist Mitglied der PARTEI.

## Werke

### Romane
- Zweiland, 2008. ISBN 3-8370-6796-3
- Symbiose, Stolberg: Atlantis Verlag, 2009. ISBN 978-3-941258-11-2
- Walpar Tonnraffir und der Zeigefinger Gottes, Stolberg: Atlantis Verlag, 2010. ISBN 978-3-941258-27-3
- SchrottT, Stolberg: Atlantis Verlag, 2013. ISBN 978-3-86402-126-8
- Sterne in Asche, Stolberg: Atlantis Verlag, 2014. ISBN 978-3-86402-200-5
- Zentaurenblut, Traunstein: Amrûn Verlag, 2016. ISBN 978-3-95869-243-5
- Zentaurenverrat, Traunstein: Amrûn Verlag, 2016. ISBN 978-3-95869-196-4
- Zentaurenexil, Traunstein: Amrûn Verlag, 2017. ISBN 978-3-95869-569-6
- Petware und andere Storys, Murnau am Staffelsee: p.machinery, 2016. ISBN 978-3-95765-072-6
- Walpar Tonnraffir und die Ursuppe mit extra Chili, Stolberg: Atlantis Verlag, 2017. ISBN 978-3-86402-481-8
- Für immer 8 Bit, Duisburg: Begedia Verlag, 2018. ISBN 978-3-95777-116-2
- E-tot – Das Leben nach dem Upload, Heidelberg: Polarise Verlag, 2020. ISBN 978-3-947619-57-3
- Klima-Korrektur-Konzern, Heidelberg: Polarise Verlag, 2021. ISBN 978-3-947619-92-4
- Zeitschaden, Norderstedt: Books on Demand, 2022. ISBN 978-3-7562-4772-1
- Errungenschaft freigeschaltet, Norderstedt, Books on Demand, 2023. ISBN 978-3-75575-128-1

### Sachbücher
- Android-Apps entwickeln mit Java, Bonn: Rheinwerk Verlag, 2011–2021. ISBN 978-3-8362-7821-8 (1. Auflage 2011, 9. Auflage 2021)
- Spieleprogrammierung mit Android Studio: Programmierung, Grafik & 3D, Sound, Special Effects, Bonn: Galileo Computing, 2014. ISBN 978-3-8362-2760-5
- Besser coden, Bonn: Rheinwerk Verlag, 2017. ISBN 978-3-8362-4598-2
- Fit fürs Studium – Mathematik, Bonn: Rheinwerk Verlag, 2020. ISBN 978-3-8362-7060-1

### Als Herausgeber
- 2012. T minus Null – Eine Sammlung von Weltuntergängen, Begedia-Verlag, Mülheim an der Ruhr 2012, ISBN 978-3-943795-17-2 (mit Beiträgen von Vincent Voss, Stefan Burban, Frank Lauenroth, Christian Günther, Karsten Kruschel und Michael Marrak)
- Future Fiction Magazine (Deutsche Ausgabe), Associazione Future Fiction, Roma, Italien (seit 2022)